# Capacitance Electronic Disc
Capacitance Electronic Disc (CED) — аналоговый носитель данных, способный воспроизводить видео и аудио на телевизоре с помощью специального звукоснимателя и системы канавок высокой плотности.
Задуманный ещё в 1964 году, CED был широко воспринят как технологический успех. Но несмотря на это достижение, в результате различных конфликтов в руководстве RCA и ряда технических трудностей CED был выпущен только в 1981 году, когда уже производились более продвинутые видеодиски LaserDisc, а также видеокассеты VHS и Betamax. Так как продажи CED были далеки от прогнозов, весной 1984 года RCA объявила о прекращении производства, но продолжала производство вплоть до 1986 года, потеряв при этом около 650 миллионов долларов.
Также формат CED известен как «VideoDisc», что привело к путанице с названием другого формата «LaserDisc». В свою очередь, LaserDisc использует для чтения лазерный луч, тогда как диски CED используют звукосниматель подобно обычным грампластинкам.
RCA использовала торговую марку «SelectaVision» для наименования CED. Также торговая марка использовалась для наименования некоторых видеомагнитофонов RCA.

## История

### Разработка и производство
RCA начала разработку видеодисков в 1964 году, пытаясь создать метод воспроизведения видео, подобный граммофону, под названием «Discpix». В первые годы исследования и разработки шли медленно, так как команда RCA CED первоначально состояла всего из четырех человек , но к 1972 году команда CED выпустила диск, способный вместить десять минут цветного видео.
Первые прототипы дисков CED были многослойными и состояли из виниловой подложки, никелевого проводящего слоя, изолирующего слоя тлеющего разряда и верхнего слоя силиконовой смазки. Неспособность полностью решить проблему износа иглы/диска и сложность производства вынудили RCA искать более простую конструкцию диска. Последний вариант изготавливался из ПВХ, смешанного с углеродом, чтобы сделать диск проводящим. Чтобы продлить срок службы иглы и канавок, на диск был нанесен тонкий слой силикона в качестве смазки. Также в ходе испытаний стало известно, что если позволить пыли оседать на дисках, она будет поглощать влагу из воздуха и приклеивать частицы пыли к поверхности диска, заставляя иглу откидываться назад по канавке и не давая проиграть диск. Таким образом, было найдено решение, состоящие в хранении и обращении с диском в пластиковом контейнере, из которого проигрыватель будет извлекать сам диск, чтобы свести к минимуму воздействие пыли.

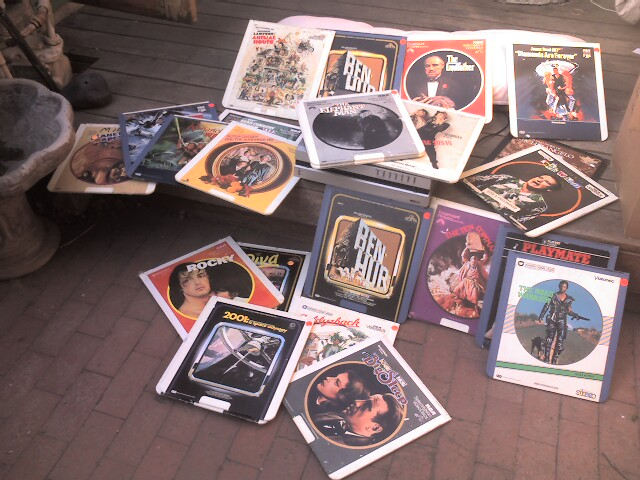
Плеер и диски к нему

После 17 лет исследований и разработок первый проигрыватель CED (модель SFT100W) поступил в продажу 22 марта 1981 года. Одновременно был выпущен каталог из примерно 50 наименований видеодисков. Пятнадцать месяцев спустя RCA выпустила плееры SGT200 и SGT250, оба со стереозвуком, а SGT-250 также был первой моделью плеера CED, оснащенной беспроводным пультом дистанционного управления.

### Прекращение производства
После выпуска CED на рынок ожидалось, что к 1985 году плееры CED будут иметься почти в 50% американских домов, но количество продаж оставалось минимальным. RCA снизила цены на проигрыватели CED и предложила потребителям такие стимулы, как скидки и бесплатные диски, но продажи улучшились незначительно. Руководство RCA осознало, что система никогда не будет прибыльной, и 4 апреля 1984 года объявило о прекращении производства плееров CED.
Главной проблемой CED стала невозможность выпуска большинства фильмов продолжительностью 120 минут на одном носителе, так как одна сторона диска вмещала максимум 60 минут. Но зато это было легко достижимо на VHS и Betamax, поскольку, например, VHS T-120 (который вмещает два часа и четыре минуты ленты) мог хранить большинство этих фильмов. Многие популярные фильмы приходилось выпускать на двух дисках CED.

## Техническая информация
CED представляет собой виниловую 12-ти дюймовую пластинку, имеющую спиральные канавки на двух сторонах диска, ширина которых 657 нм и длина почти 20 км. Диски вращаются со скоростью 450 об/мин, и каждый оборот содержит 8 чересстрочных и полей или четыре  полных кадра видео.
Для перемещения по канавкам диска, используется игла звукоснимателя, покрытая титановым электродным слоем. Подобно обычным грампластинкам, звукосниматель читает диск, начиная с внешнего края и двигаясь к центру по спирали. Видео и аудио сигналы сохраняется на диске в виде составного аналогового сигнала, который кодируется глубинной волнистости рельефа канавки диска, на подобии провалов и вершин. Эти волнистости имеют более короткую длину волны, чем длина конца иглы звукоснимателя. Различное расстояние между концом иглы и проводящей поверхностью диска, из-за глубины волнистости канавок, напрямую контролируют электрическую ёмкость между иглой и поверхностью пластинки. Это изменение электрической ёмкости изменяет частоту колебательного контура, порождая FM-сигнал, который затем декодировался в видео и аудио на телевизоре.

## Восприятие
Конкуренты CED, Philips/Magnavox и Pioneer, вместо этого производили оптические диски, считываемые с помощью лазеров. 4 апреля 1984 года, после продажи всего 550 000 проигрывателей, RCA объявила о прекращении производства проигрывателей видеодисков CED. Убытки RCA с момента появления продукта в конечном итоге были оценены в 650 миллионов долларов. Огромные финансовые потери послужили одной из причин приобретению General Electric компании RCA в 1986 году и отказу от бренда «SelectaVision» на всей видеопродукции RCA.